# Opel 8/16 PS
 (août 2024).
L'Opel 8/16 PS est une voiture de la catégorie grande routière construite par Adam Opel KG seulement en 1910 pour succéder au modèle 10/12 PS.

## Historique et technologie
Le moteur était un moteur quatre cylindres d'une cylindrée de 1 847 cm³ (alésage × course = 70 mm × 120 mm), qui produisait 16 ch (11,8 kW) à 1 600 tr/min. Le moteur à commande latérale était refroidi par eau. La puissance du moteur était transmise à l'essieu arrière via un embrayage à cône en cuir, une boîte de vitesses manuelle à trois vitesses et un arbre à cardan. La vitesse maximale de la voiture était de 55 km/h.
Le cadre était constitué de profilés en U en tôle en acier. Les deux essieux rigides étaient suspendus à des ressorts à lames semi-elliptiques. Le frein de service agissait sur l’arbre de sortie de la transmission. Le frein à main a été conçu comme un frein à tambours agissant sur les roues arrière.
Il y avait trois styles de carrosserie, une voiture de tourisme à quatre places, une berline quatre portes et un landaulet. La variante la moins chère (la voiture de tourisme), coûtait 6 500 Reichsmark.
Fin 1910, la construction de la 8/16 PS est arrêtée. La successeur était le modèle 8/20 PS.